# Fernando Di Leo
Fernando Di Leo (11 de gener de 1932 – 2 de desembre de 2003) va ser un escriptor i guionista, director i actor cinematogràfic de nacionalitat italiana.
Autor d'algunes de les més interessants pel·lícules de cinema negre italià, l'any 2000 va ser redescobert per la crítica gràcies a les declaracions d'estima del director estatunidenc Quentin Tarantino i a l'interès d'una nova generació de crítics cinematogràfics relacionats principalment amb la revista mensual Nocturno. Gràcies a tot això, Di Leo és actualment considerat un mestre del cinema negre

## Biografia

### Guionista
Nascut a San Ferdinando di Puglia, Itàlia, i graduat en estudis jurídics, va freqüentar durant uns anys el Centro Sperimentale di Cinematografia. Va debutar com a guionista i després es va iniciar com a director, escrivint al llarg de la seva carrera quaranta-tres produccions. Abans del seu primer treball com a director, va participar en el guió de més de vint cintes de gènere negre i spaghetti western, entre elles Il ritorno di Ringo i Kiss Kiss... Bang Bang, ambdues dirigides pel seu amic Duccio Tessari, i Omicidio per appuntamento i Gangster '70, ambdues de Mino Guerrini.
Sovint els seus primers treballs no es reflectien en els crèdits, com va ocórrer amb els guions de Per un grapat de dòlars i Per qualche dollaro in più, de Sergio Leone. Les últimes pel·lícules que va escriure, però no va dirigir, van ser els films de gènere criminal Uomini si nasce poliziotti si muore, de Ruggero Deodato, i Liberi armati pericolosi, de Romolo Guerrieri.

### Primera direcció
Di Leo va debutar com a director en 1963, amb el film en episodis Gli eroi di ieri... oggi... domani, dirigint al costat d’Enzo Dell'Aquila l’episodi Un posto in paradiso. En 1968 va realitzar la seva primera pel·lícula e solitari, Rose rosse per il führer. Atent observador de la societat italiana i de l'individu, es va fer conèixer definitivament en 1969 amb Brucia ragazzo, brucia, film que va ser escandalós pel seu aegumento: la sexualitat femenina. Aquest mateix any va dirigir un altre film similar, Amarsi male, que també s'ocupava dels problemes de la joventut de l'època.

### Cinema negre
En 1969, Di Leo va dirigir I ragazzi del massacro, pel·lícula amb text de Giorgio Scerbanenco. Va ser considerada una de les millors del gènere, i una de les majores de Di Leo. En 1971 va dirigir la seva única pel·lícula de terror, La bestia uccide a sangue freddo, protagonitzada per Klaus Kinski, considerada una pel·lícula de culte i precursora del gènere pulp estatunidenc.
Després d'aquest parèntesi, Di Leo va tornar al negre amb la famosa Trilogia del milieu, que va iniciar amb Milano calibro 9, interpretada per Gastone Moschin. Aquest film va influir al director Quentin Tarantino. La trilogia va prosseguir amb La mala ordina i amb Il boss (1973), aquest últim el més cínic i desesperançat dels tres.
Finalitzada la trilogia del milieu, Di Leo va dirigir altres cintes del mateix gènere, però sense aconseguir el resultat de les anteriors. La città sconvolta: caccia spietata ai rapitori va tenir problemes de producció i guió. Diamanti sporchi di sangue va ser una mena de remake de Milano calibro 9, ambientada en Roma. Di Leo va rodar després films menys compromesos, com  I padroni della città i Colpo in canna, aquest últim protagonitzat per Ursula Andress, que es comportava i lluitava com un home.

### Cinema policíac
En 1974, Di Leo va dirigir el seu únic film policíac: Il poliziotto è marcio, el protagonista del qual era Luc Merenda, un policia corrupte i cínic. A causa d'això, la pel·lícula va tenir molts problemes, romanent a penes conegut durant més de trenta anys.

### Cinema eròtic
Di Leo també va dirigir cinema eròtic. La seva pel·lícula més famosa del gènere va ser La seduzione, amb una jove Jenny Tamburi. Avere vent'anni va ser interpretada per Gloria Guida i Lilli Carati, i va tenir molts problemes amb la censura pel seu esgarrifós i violent final, rodant-se dues versions. Amb el pas dels anys, Avere vent'anni s'ha convertit en un film de culte mereixedor de monografies i documentals.

### Últims treballs
En 1982, Fernando Di Leo va dirigir algunes seqüències de Pover'ammore, que va realitzar Vincenzo Salviani. Di Leo va dirigir altres tres films abans de la seva mort: Vacanze per un massacro - Madness va ser interpretat per ; Razza violenta a ser interpretat per ; Razza violenta va ser un film sobre la Guerra de Vietnam, i Killer contro killers es va estrenar a l'estranger.

### Televisió i novel·les
Di Leo va dirigir en 1981 una sèrie televisiva de sis episodis per a la RAI titulada L'assassino ha li ori contate, que no va arribar a ser emesa.
Di Leo va anar també escriptor. Va escriure les novel·les Da lunedì a lunedì, Beati gli ultimi... se i primi crepano, Quello che volevano sapere due ragazze perbene, Le donne preferiscono le donne, Suite a due voci i Tra donne. També va publicar una col·lecció de poemes, Le intenzioni: 1950-1960, editada per Bino Rebellato, i reeditada per Edizioni Sabinae el 2017.
Va morir en Roma, Itàlia, l'any 2003. Havia estat casat amb l'actriu Maria Pia Conte.

## Filmografia

### Director
- 1963: Gli eroi di ieri... oggi... domani, episodi Un posto in paradiso, codirigida amb Enzo Dell'Aquila
- 1968: Rose rosse per il führer
- 1969: Brucia ragazzo, brucia
- 1969: Amarsi male
- 1969: I ragazzi del massacro
- 1971: La bestia uccide a sangue freddo
- 1972: Milano calibro 9
- 1972: La mala ordina
- 1973: Il boss
- 1973: La seduzione
- 1974: Il poliziotto è marcio
- 1975: Colpo in canna
- 1975: La città sconvolta: caccia spietata ai rapitori
- 1976: Gli amici di Nick Hezard
- 1976: Mister Scarface
- 1978: Diamanti sporchi di sangue
- 1978: Avere vent'anni
- 1980: Vacanze per un massacro - Madness
- 1981: L'assassino ha le ore contate (sèrie TV)
- 1984: Razza violenta
- 1985: Killer contro killers

### Guionista
- Per un grapat de dòlars, dirigida per Sergio Leone (1964) (no acreditat)
- Per qualche dollaro in più, dirigida per Sergio Leone (1965) (no acreditat)
- Una pistola per Ringo, dirigida per Duccio Tessari (1964) (no acreditat)
- Il ritorno di Ringo, dirigida per Duccio Tessari (1965)
- Sugar Colt, dirigida per Franco Giraldi (1966)
- Django, dirigida per Sergio Corbucci (1966) (no acreditat)
- Le colt cantarono la morte e fu... tempo di massacro, dirigida per Lucio Fulci (1966)
- I lunghi giorni della vendetta, dirigida per Florestano Vancini (1966)
- Navajo Joe, dirigida per Sergio Corbucci (1966)
- 7 pistole per i MacGregor, dirigida per Franco Giraldi (1966)
- Kiss Kiss... Bang Bang, dirigida per Duccio Tessari (1966)
- Johnny Yuma, dirigida per Romolo Guerrieri (1966)
- Sette donne per i MacGregor, dirigida per Franco Giraldi (1967)
- Pecos è qui: prega e muori, dirigida per Maurizio Lucidi (1967)
- Odio per odio, dirigida per Domenico Paolella (1967)
- Con lui cavalca la morte, dirigida per Giuseppe Vari (1967)
- Wanted, dirigida per Giorgio Ferroni (1967)
- Omicidio per appuntamento, dirigida per Mino Guerrini (1967)
- Un poker di pistole, dirigida per Giuseppe Vari (1967)
- La lunga sfida, dirigida per Mohamed Tazi e Nino Zanchin (1967)
- Dio li crea... Io li ammazzo!, dirigida per Paolo Bianchini (1968)
- Gangster '70, dirigida per Mino Guerrini (1968)
- E venne il tempo di uccidere, dirigida per Enzo Dell'Aquila (1968)
- Al di là della legge, dirigida per Giorgio Stegani (1968)
- Ognuno per sé, dirigida per Giorgio Capitani (1968)
- Uomini si nasce poliziotti si muore, dirigida per Ruggero Deodato (1976)
- Liberi armati pericolosi, dirigida per Romolo Guerrieri (1976)

## Bibliograffa
- Davide Pulici, Fernando di Leo, Nocturno Libri, Milán 2000
- autores varios. Calibro 9: Il cinema di Fernando Di Leo.
- Gordiano Lupi. Profondo rosso Edizioni. Fernando Di Leo e il suo cinema nero e perverso, 2009.
- Roberto Curti. Lindau. Italia odia. Il cinema poliziesco italiano, 2006.
- "Le Intenzioni. 1950-1960", Fernando Di Leo, Edizioni Sabinae, 2017.